# Jebucu
Jebucu (węg. Zsobok) – wieś w Rumunii, w okręgu Sălaj, w gminie Almașu. W 2011 roku liczyła 321 mieszkańców.